# Alpinismus

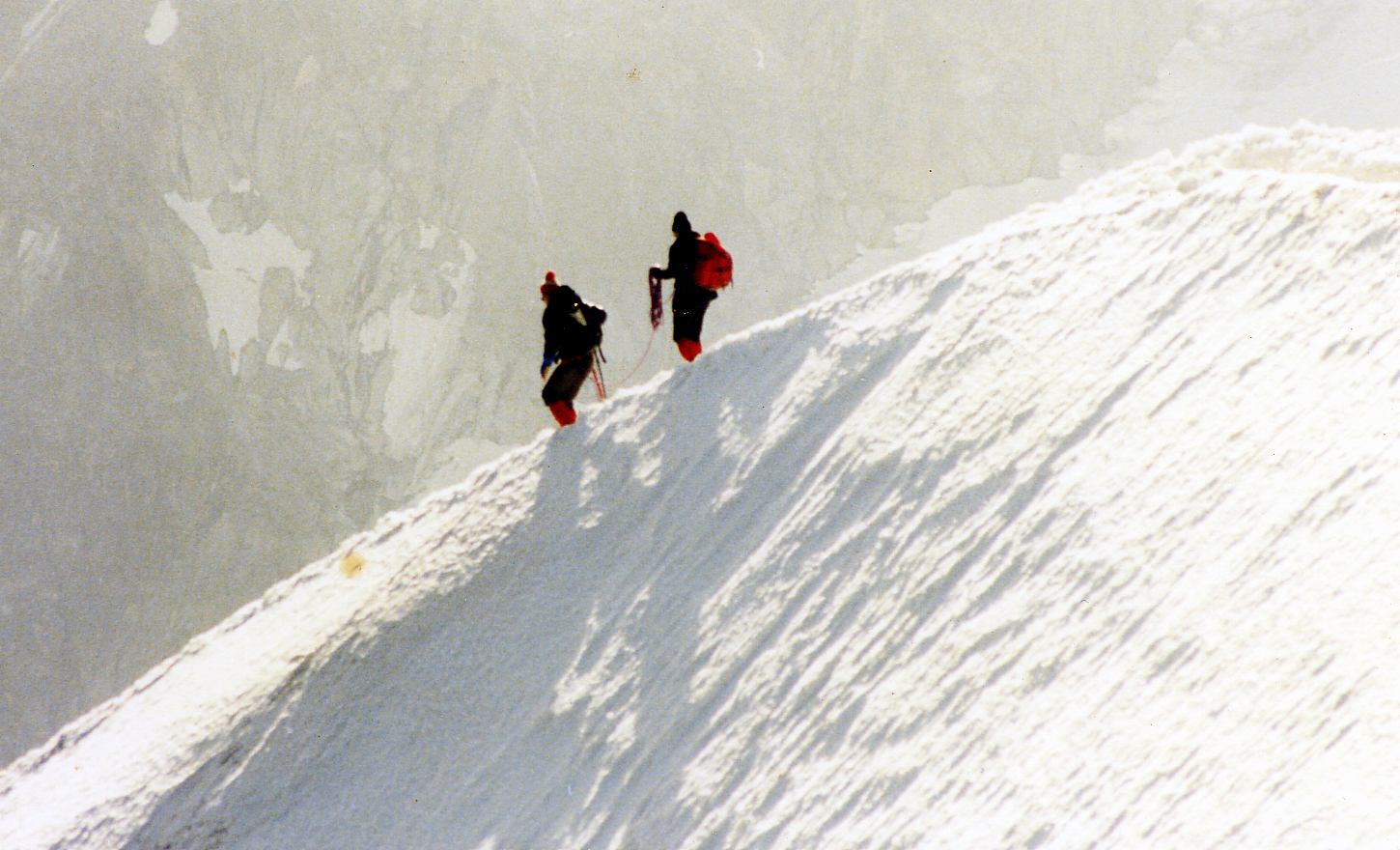
Alpinisté na sněhovém hřebeni

Alpinismus je druh horolezectví provozovaný v horách. Název pochází ze jména horstva Alp, kde klasické horolezectví vzniklo, ale s rozšířením horolezectví se význam rozšířil na stejnou činnost v libovolných horách.

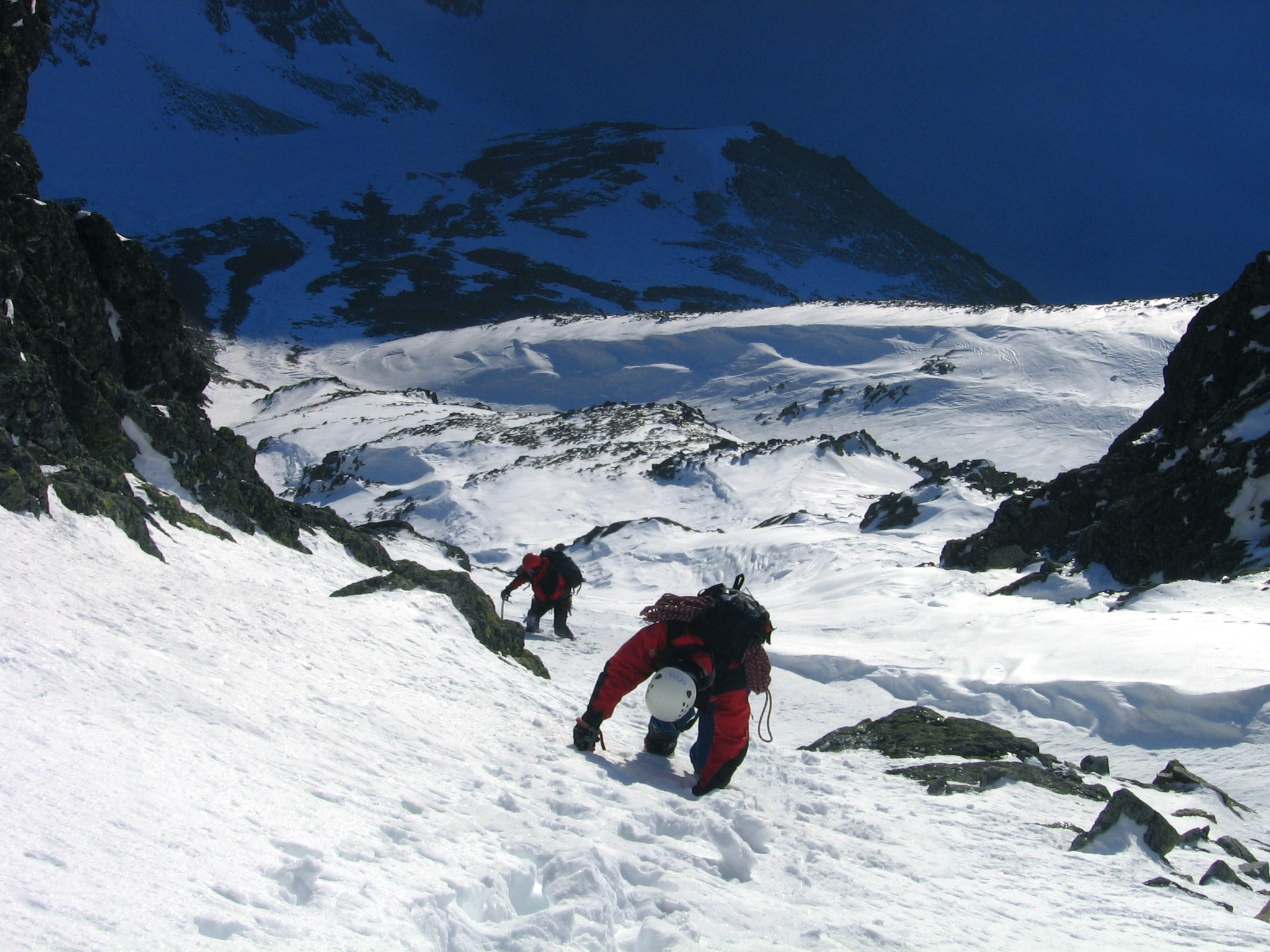
Alpinisté sestupující sněho-ledovým žlebem v zimních Vysokých Tatrách

Alpinismus zahrnuje široké spektrum činností v horách – lezení skalních cest překonávaných volným lezením, technické lezení po umělých pomůckách, výstupy ve sněhu, ledu a po ledovcích, pohyb na lyžích (skialpinismus), pěší přechody. Spojujícím prvkem je horský terén velehorského rázu.